# Ångfartygs AB Drottningholm-Fittja

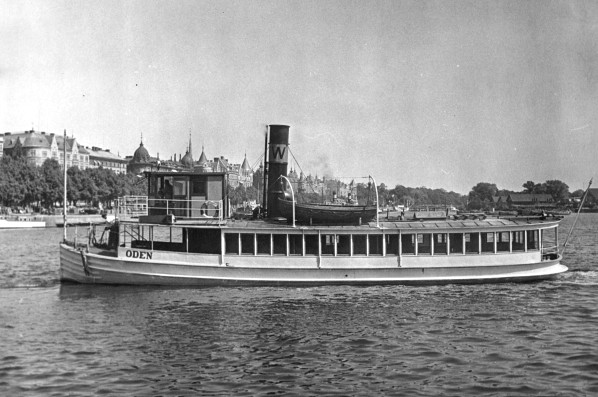
M/S Oden, 1953

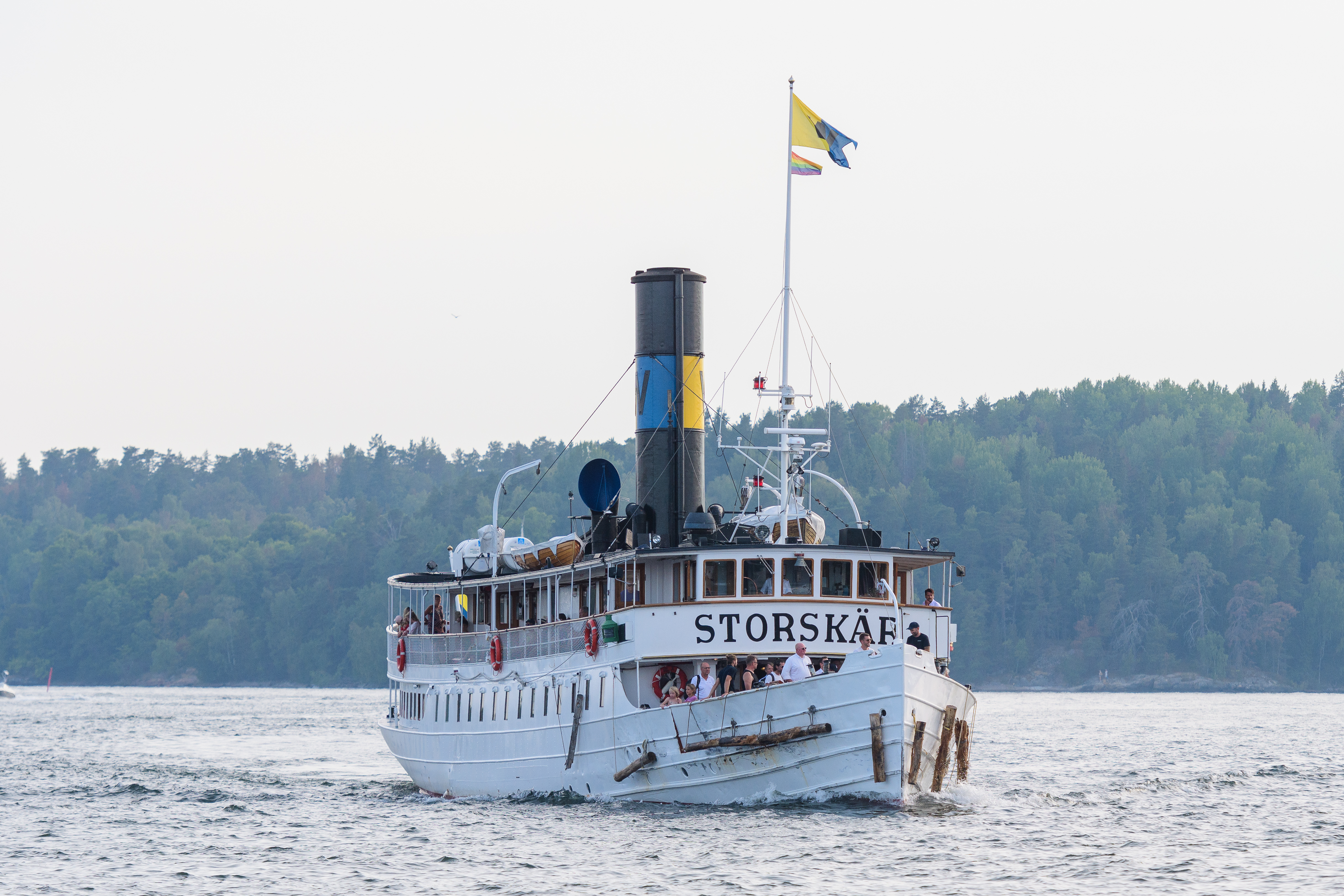
S/S Storskär, tidigare S/S Strängnäs Express

Ångfartygs AB Drottningholm-Fittja var ett rederi för passagerartrafik på östra Mälaren.
Det grundades 1863 som Fittja Ångslupsbolag för trafik mellan Fittja och Stockholm, omdöpt 1870 till Ångbåtsbolaget Drottningholm - Fittja. Det omvandlades till aktiebolag 1894 med namnet Ångfartygs AB Drottningholm-Fittja. År 1925 övertog det Örebro Nya Rederi AB och namnändrades till Trafik AB Mälaren-Hjälmaren.
Rederiet gick i konkurs 1934.

## Fartyg i urval
- S/S Sjöfröken (1863)
- S/S Sjöfröken (1870)
- S/S Sjöfröken (1881)
- S/S Tessin (1870)
- S/S Tessin (1877)
- S/S Nya Hillersjö / S/S Bayard
- S/S Strengnäs
- S/S Oden
- S/S Prins Carl
- S/S Strängnäs Express
- S/S Gustaf Lagerbjelke
- S/S Fyris II
- S/S Fyris I
- S/S Götheborg
- S/S Albrektsund (1869) / S/S Sigtuna